# Xanthopimpla polyspila
Xanthopimpla polyspila är en stekelart som beskrevs av Cameron 1907. Xanthopimpla polyspila ingår i släktet Xanthopimpla och familjen brokparasitsteklar. Inga underarter finns listade i Catalogue of Life.